# Supergigantă galbenă
O supergigantă galbenă (în engleză yellow supergiant, abreviat în YSG) este o stea supergigantă de clasă spectrală F sau G.
Supergigantele galbene sunt extrem de rare întrucât ele reprezintă o fază de foarte scurtă durată, de câteva zeci de mii de ani, în evoluția stelelor masive, adică de 10 până la 20 de mase solare.
Temperatura lor efectivă este cuprinsă între 4.800 și 7.500 K.